# Август Вильгельм Брауншвейг-Бевернский
Август Вильгельм Брауншвейг-Бевернский (нем. August Wilhelm, Herzog von Braunschweig-Bevern; 10 октября 1715, Брауншвейг — 2 августа 1781, Штеттин) — герцог Брауншвейг-Бевернский, прусский генерал от инфантерии, кавалер ордена Чёрного орла, губернатор Штеттина, участник Семилетней войны. В литературе издавна принято именовать герцога просто Бевернским или принцем Бевернским.

## Биография
Август Вильгельм родился в семье герцога Эрнста Фердинанда, также прусского генерала. Поступил на прусскую службу в 1731 году, в том же году стал капитаном. В 1734 году в свите Фридриха, тогда ещё наследного принца, совершил поход к Рейну. В том же году произведён в майоры, в 1739 году — полковник, командир полка фон Калькштайн.
Участник Войны за австрийское наследство, ранен при Мольвице, отличился при Хохенфридберге. С 12 мая 1742 года — генерал-майор. 17 мая 1750 года произведён в генерал-лейтенанты и награждён орденом Чёрного орла. Считался по тем временам учёным офицером, прекрасным знатоком тактики.
В битве при Лобозице отличился, взяв гору Лобош и решив, тем самым, исход сражения в пользу пруссаков. В следующем году возглавлял одну из колонн прусской армии, вторгнувшейся в Богемию. В бою при Рейхенберге нанёс поражение корпусу австрийцев под командованием графа Кёнигсегга.
Участник битвы при Праге. Был послан королём во главе 20 тысячного корпуса для наблюдения за армией Дауна, вызвал неудовольствие короля, отказываясь атаковать австрийцев, поражение Фридриха при Колине, когда он решил взять дело в свои руки, оправдало задним числом осторожность принца Бевернского.
После того, как принц Август Вильгельм сложил с себя командование армией, находившейся в Гёрлице и имевшей трудное задание прикрывать Берлин и Силезию от наступления превосходящих австрийских сил, был назначен на его место. В советники ему был придан фаворит короля генерал Винтерфельд, вскоре погибший в сражении при Мойсе. Злые языки утверждали, что герцог не пришёл на помощь Винтерфельду, так как был не прочь избавиться от непрошенного ментора. С задачей сдерживания австрийцев справился неудовлетворительно, оказавшись, в конце концов, под стенами Бреслау, простоял два месяца в бездействии, не оказав помощи гарнизону Швейдница, хотя Фридрих буквально бомбардировал его требованиями начать активные действия против австрийцев, предрекая ему в противном случае то, что вскоре действительно и произошло. Проиграв сражение при Бреслау, оказался на следующий день в австрийском плену, как тогда утверждали, не случайно, а из страха предстать перед Фридрихом.
В 1758 году вернулся из плена (был отпущен австрийцами безо всяких условий, так как являлся родственником Марии Терезии) и больше не получал ответственных заданий, а был послан губернатором Штеттина на относительно второстепенный участок войны. 28 февраля 1759 года произведён в генералы от инфантерии.
В 1761 году, будучи губернатором, оказался замешан в довольно тёмное до сих пор дело с изменой русского генерала Тотлебена, начавшееся с письма, отосланного Тотлебеном Беверну в феврале 1761 года, где Тотлебен просил о присылке доверенного лица, которому он мог бы от чистого сердца сообщить своё «откровенное мнение». Беверн немедленно известил о предложении Тотлебена своего короля, в дальнейшем, переписку с Тотлебеном взяли на себя Генрих Прусский и сам Фридрих, несказанно обрадованный перспективой получить источник информации первого класса среди командования русской армии. Его ожидания были впоследствии обмануты.
В 1762 году герцог Бевернский подписал от прусской стороны перемирие с русскими. Несколько позже возглавил корпус, затребованный Фридрихом в Силезию и выдержавший основную тяжесть сражения в бою при Райхенбахе. После успешного окончания боя, ему было передано главное командование всеми прусскими войсками в Силезии и Лаузице. После заключения Губертусбургского мира вернулся в Штеттин, где оставался до самой кончины губернатором.
По характеристике Фридриха в его истории Семилетней войны, герцог был знающим офицером, редкой храбрости, прекрасным командиром эшелона или фланга, но для того, чтобы быть военачальником, ему не хватало независимости духа и воли, и то, что он сам это чувствовал, сковывало его ещё больше.